# 300892 Taichung
300892 Taichung è un asteroide della fascia principale. Scoperto nel 2008, presenta un'orbita caratterizzata da un semiasse maggiore pari a 3,1129404 UA e da un'eccentricità di 0,1047971, inclinata di 1,28801° rispetto all'eclittica.